# Gérard Herzhaft
Gérard Herzhaft, né le 8 novembre 1943 à Meyzieu (Rhône), est un romancier, historien, musicien, musicologue et ancien bibliothécaire français. Il a publié une quarantaine d'ouvrages, romans et essais, obtenu trois prix littéraires et a été traduit en anglais, allemand, espagnol, portugais, hongrois, tchèque et roumain.

## Biographie
Gérard Herzhaft a été attiré très jeune par le cinéma, la littérature et les musiques américaines, notamment le folk, la country et de plus en plus le blues.
Tout en fréquentant assidument la Cinémathèque française à Paris et les clubs de jazz du Quartier latin, Gérard Herzhaft a étudié l'histoire à la Sorbonne (1962-1966), concrétisant ainsi une autre de ses passions. Au fur et à mesure de ses rencontres avec des bluesmen de passage en France et en Angleterre où il se rend régulièrement, Gérard a commencé à collaborer à plusieurs magazines spécialisés comme Soul Bag (en France) et Blues Unlimited (en Angleterre) et à jouer de la guitare et de l'harmonica avec son frère Cisco Herzhaft, bluesman français réputé, sur différentes scènes parisiennes.
Après quelques années d'enseignement et une première visite aux États-Unis en 1968, Gérard Herzhaft a embrassé une carrière de Conservateur des Bibliothèques tout en rédigeant son Encyclopédie du Blues, publiée la première fois en 1979 par les Éditions Federop (à Lyon). Le succès de cet ouvrage a très vite installé Gérard Herzhaft comme un des meilleurs spécialistes du blues et des musiques populaires américaines, lui permettant de publier d'autres ouvrages du même genre (Le Blues et La Country music en « Que sais-je ? ») ainsi que d'obtenir deux bourses de recherche de la prestigieuse Fondation Fulbright.
De nombreux voyages et longs séjours aux États-Unis lui apportent encore plus d'informations de première main qu'il insère dans de nouvelles versions de son Encyclopédie du Blues, fortement remaniée voire entièrement réécrite (La Grande Encyclopédie du blues chez Fayard en 1997). Cet ouvrage est traduit en plusieurs langues dont l'américain, Encyclopaedia of the Blues (University of Arkansas Press) devenant même l'ouvrage sur le blues le plus vendu dans le monde.
Gérard Herzhaft écrit d'autres ouvrages fondamentaux comme Le Guide de la Country Music et du Folk (cosigné par Jacques Brémond) ; Americana, la concrétisation d'un long travail de recherche sur l'histoire de toutes les musiques nord-américaines et Le livre de l'harmonica (cosigné par David Herzhaft, auteur de plusieurs méthodes d'apprentissage).
Gérard Herzhaft entreprend aussi une carrière de romancier, publiant plusieurs romans souvent à caractère historique comme Un long blues en La mineur; Catfish blues ; Galla Placidia ; Moi, Attila ; Le dernier chant de l'Inca ; Tupac Amaru, la révolte des Incas…, obtenant plusieurs prix littéraires.
À partir de 1991, Gérard Herzhaft abandonne son travail de bibliothécaire pour se consacrer à l'écriture et à la promotion de ses ouvrages, à la confection de livrets de disques (une centaine pour Frémeaux & Associés, Universal, Saga, Nocturne…) tout en donnant à travers tout le monde francophone conférences, formations, rencontres scolaires et concerts. 
Il joue généralement sur scène avec l'harmoniciste David Herzhaft plus le Cisco Herzhaft trio, et a déjà enregistré quatre disques en leur compagnie.
Gerard Herzhaft a obtenu en 2014 une récompense (Keeping the Blues Award) de la prestigieuse Blues Foundation de Memphis dans la catégorie Littérature pour l'ensemble de son œuvre sur le blues. Ce prix lui a été remis par Jean Guillermo, président de France Blues, lors du festival la "Blues Café Party" organisé par l'émission Le blues café live à l'Isle-d'Abeau le 24 mai 2014.

## Œuvres littéraires

### Romans
- Un long blues en LA mineur, Gallimard, Page Blanche, 1995, Première édition: Ramsay, 1986. Grand Prix Littéraire de la Ville de Lyon 1986. Prix Thyde Monnier de la Société des Gens de Lettres 1995. Grand Prix des Lycéens d'Île-de-France 1997. Réédition allongée de "Nouvelles en blues" 2018
- Galla Placidia, Ramsay, 1987. Prix des Auteurs et Écrivains Lyonnais 1987/ Réédition 2017
- Moi, Attila, Casterman, Moi, mémoires, 1990.
- Restituta et le Cœur-roi, Casterman, Passé Composé, 1991.
- Thorvald, Viking des Orcades, Casterman, Passé Composé, 1993.
- Catfish Blues, Seuil, 1997/ édition en livre électronique, H-Land, 2009 (adapté à la télévision en 2003 sous forme de film d'animation du même nom).
- Des crocs dans la nuit, Flammarion, Castor Poche, 1998.
- À Chicago, un harmonica sanglote le blues, Seuil, 2000, Édition en Livre électronique (H-Land, 2009).
- Tupac Amaru - La révolte des Incas, Flammarion, Castor Poche, 2002/ Édition en livre électronique: GH Éditions, 2014
- La ballade de John Henry, Rageot, Cascade, 2003.
- Le dernier chant de l'Inca, Nathan, 2007.
- Mission chez les Vikings, Ed.du Chemin, 2011
- Les Conquistadores de la Fontaine de Jouvence, 2017
- Les lumières viennent du fond de l'espace, Édition en livre électronique, GH Éditions; 2015

### Nouvelles
- Le mendiant généreux (Sixième Continent, 1987)
- Grisaille (Sixième Continent, 1988)
- Blues story 1962 (Terres d'Encre, 2000)
- Rap le blues, Édition en livre électronique (H-Land 2009)

### Essais
- La Grande Encyclopédie du blues, éditions Fayard, 9e éd. 2008
- Pour une médiathèque, Promodis, 1981
- La Presse française contemporaine, ENSB, 1979
- Le Blues (PUF, coll. Que sais-je ? no 1956, 5e éd. 2007)
- La Country music (PUF, coll. Que sais-je ? no 2134, 3e éd. 2009)
- John Lee Hooker (Limon, 1991 ; réédition CLARB, 2001)
- L'Ouest mythique (collab.) (Autrement, 1993)
- Les Incontournables du blues (collab.) (Filipacchi, 1994)
- Les Incontournables de la country (collab.) (Filipacchi, 1995)
- Dictionnaire mondial de la chanson (collab.) (Larousse, 1996)
- Le Rock. Dictionnaire illustré' (collab.) (Larousse, 1997)
- Le Guide la country music et du folk (coauteur J. Brémond) (Fayard, 4e édition, 2008)
- Encyclopædia Universalis (collab. régulière) (Universalis, 2000- )
- Martin Scorsese/The Blues (livre de 260 pp inclus dans le coffret DVD) (Wild Side, 2005)
- Americana, Histoire des musiques de l'Amérique du Nord, (Fayard, 2005)
- Le Livre de l'harmonica (coauteur David Herzhaft) (Fayard, 2008)
- Ballade en Blues, (2016)
- Portraits en Blues, (2016)
- Blues en Disques (2019)
- Les Musiques incas, édition en livre électronique, GH Éditions, 2015

### Journalisme
Environ un millier d'articles depuis 1971 sur la musique et l'histoire : Autrement, Best, Blues Unlimited, Cahiers du Jazz, Compact, Écouter/Voir, Géo, Guitare & Claviers, Jazz Hot, Jazz Magazine, Jazzman, Jazz Notes, Le Progrès, Living Blues, Revue du Musée d'Orsay, Soul Bag... Très nombreuses émissions de radio (France Culture, France Musique, Europe 1, RTL, RMC, France Inter…). Participation à plusieurs émissions de télévision et conception de plusieurs documentaires: (À la recherche du blues et Poursuite sur FR3)

## Disques

### En tant que musicien
1991, Herzhaft Blues (Productions Blues'n Trad)

### En tant que producteur
Direction artistique/Textes des séries coffrets Blues/Country Music chez Frémeaux & Associés, Vogue, Polygram, EMI, Vanguard, Gitanes-Jazz, Universal, Saga, nocturne...